# Sigambra parva
Sigambra parva är en ringmaskart som först beskrevs av Francis Day 1963.  Sigambra parva ingår i släktet Sigambra och familjen Pilargidae. Inga underarter finns listade i Catalogue of Life.